# Акате
Акате (італ. Acate, сиц. Acati) — муніципалітет в Італії, у регіоні Сицилія,  провінція Рагуза.
Акате розташоване на відстані близько 570 км на південь від Рима, 160 км на південний схід від Палермо, 23 км на північний захід від Рагузи.
Населення — 10 639 осіб (2014).
Щорічний фестиваль відбувається третьої неділі після Великодня, другої неділі жовтня. Покровитель — San Vincenzo.
З 25 травня 2003 року мером обраний Джованні Маріо Карузо.

## Демографія

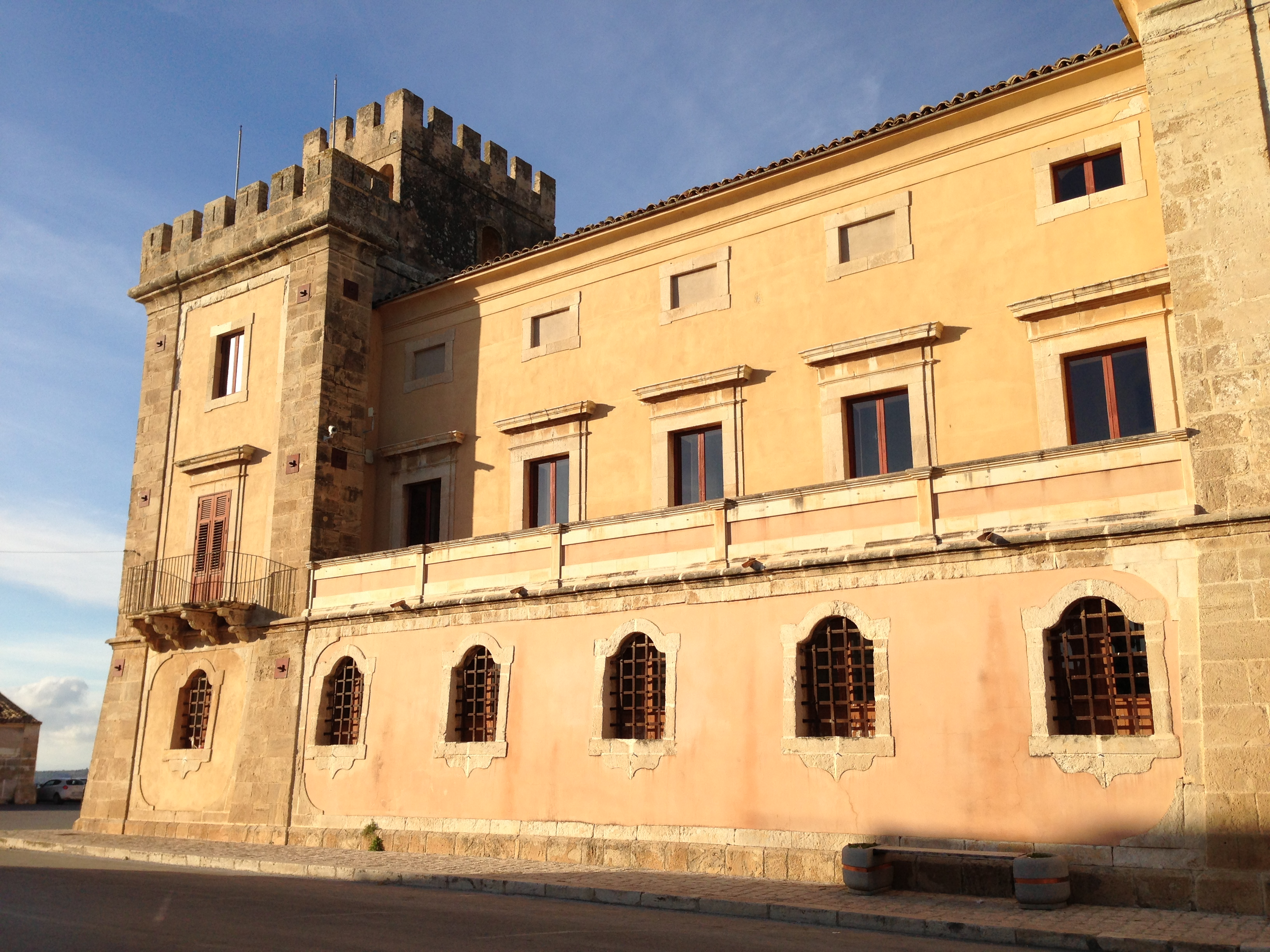
Facciata sinistra del Castello dei Principi di Biscari - Acate

Населення за роками:

Станом на 1 січня 2023 року в муніципалітеті офіційно проживали 3143 іноземці з 36 країн, серед них 1507 громадян країн Євросоюзу та 31 громадянин України.

## Сусідні муніципалітети
- Кальтаджіроне
- К'ярамонте-Гульфі
- Джела
- Маццарроне
- Вітторія

## Економіка
Економіка базується в основному на сільському господарстві: виноградники, оливкові гаї і цитрусові. Частина недалеко від моря спеціалізується на овочевих і фруктових теплицях.

## Комуна-побратим
- Шамблі (Франція)